# Roman Provincial Coinage
Roman Provincial Coinage (RPC) ist ein Münzkatalog zur römischen Kaiserzeit, der die Provinzialprägungen der Zeit 44 v. Chr. bis 296/7 erfassen soll. Bisher sind fünf von zehn Bänden erschienen.
Das Ziel der Kataloges ist es, die römischen Provinzialprägungen der Zeit 44 v. Chr. bis 296/7 n. Chr. zu erfassen. Die Materialgrundlage bilden die zehn wichtigsten Münzsammlungen der Welt, die im Projekt als core collections bezeichnet werden. Die Herausgeber sind Andrew Burnett vom British Museum und Michel Amandry vom Cabinet des Médailles der Bibliothèque nationale de France.
Die Münzen werden in chronologischer und geographischer Ordnung erfasst. Bisher sind fünf von zehn Bänden und mehrere Addenda erschienen. Einige Addenda sind gedruckt, andere online veröffentlicht worden.
Auf der Webseite des Projekts wird eine Münzdatenbank zur Verfügung gestellt.

## Materialgrundlage
Die RPC basiert auf den zehn bedeutendsten Münzsammlungen weltweit. Es handelt sich um folgende (mit Abkürzung):
- Berlin, Staatliche Museen (B)
- Cambridge, Fitzwilliam Museum (C)
- Kopenhagen, Nationalmuseet (Cop)
- Glasgow, Hunterian Museum (G)
- London, British Museum (L)
- München, Staatliche Münzsammlung (Mu)
- New York, American Numismatic Society (NY)
- Oxford, Ashmolean Museum (O)
- Paris, Cabinet des Médailles, Bibliothèque nationale de France (P)
- Wien, Kunsthistorisches Museum (V)

## Bandeinteilung
1. Julisch-claudische Zeit
2. Die Flavier
3. Nerva – Hadrian
4. Die Antoninen
5. Die Severer
6. Severus Alexander
7. Gordian I. – Gordian III.
8. Philippus Arabs
9. Decius – Trebonianus Gallus
10. Aemilian – Diokletian

## Bisher erschienene Bände
- Andrew Burnett, Michel Amandry, Pere Pau Ripollès: Roman Provincial Coinage. Volume I: Julio-Claudian Period, 1992 (weitere Auflagen 1998, 2006).
- Andrew Burnett, Michel Amandry, Ian Carradice: Roman Provincial Coinage. Volume II: The Flavians, 1999.
- Andrew Burnett, Michel Amandry, Jerome Mairat: Roman Provincial Coinage. Volume III: Nerva, Trajan and Hadrian (AD 96-138), 2015.
- Marguerite Spoerri-Butcher: Roman Provincial Coinage. Volume VII,1: De Gordien Ier à Gordien III (238-244 après J.-C.). Province d'Asie, 2006. – Rezension: Bryn Mawr Classical Review 2007.08.67
- Antony Hostein, Jerome Mairat: Roman Provincial Coinage. Volume IX: From Trajan Decius to Uranius Antoninus (AD 249-254), 2016